# William Ury
William Ury es un autor, académico, antropólogo y negociador experto estadounidense. Cofundó el Programa de Harvard sobre Negociación . Además, ayudó a fundar la Red de Negociación Internacional con el expresidente Jimmy Carter. Ury es coautor de Getting to Yes con Roger Fisher, que establece el método de negociación basada en principios y establece la idea de la mejor alternativa a un tratado negociado (BATNA) dentro de la teoría de la negociación.

## Biografía
Ury se educó en Le Rosey y en Phillips Andover, donde se graduó en 1970. En la universidad, Ury estudió antropología, lingüística y clásicos. Ury recibió su licenciatura de Yale y su doctorado en antropología social de Harvard. En 1979 cofundó el Proyecto de Negociación de Harvard del que actualmente es Miembro Distinguido. En 1981, ayudó a fundar el Programa de Negociación en la Facultad de Derecho de Harvard.

## Libros
Ury es coautor de Getting to Yes con Roger Fisher como guía para mediadores internacionales. Se publicó por primera vez en 1981, luego se publicó una segunda edición en 1991 con Bruce Patton acreditado como autor colaborador. En 2012 se publicó una tercera edición.
Otros libros escritos por Ury incluyen:
- Beyond the Hotline: How Crisis Control Can Prevent Nuclear War (1985) (edited by Martin Linsky)[10]
- Getting Disputes Resolved: Designing Systems to Cut the Costs of Conflict (1988) (with Jeanne M Brett and Stephen B Goldberg)
- Getting Past No: Negotiating with Difficult People (1993)
- Getting to Peace: Transforming Conflict at Home, at Work, and in the World (1999), published in paperback as The Third Side: Why We Fight and How We Can Stop (2000)
- Must We Fight?: From the Battlefield to the Schoolyard, A New Perspective on Violent Conflict and Its Prevention (2002)[11]
- The Power of a Positive No: How to Say No and Still Get to Yes (2007)[12][13]
- Getting to Yes with Yourself (And Other Worthy Opponents) (2015)

## Trabajo internacional
Ury ha trabajado como asesor de negociación y mediador en conflictos en Medio Oriente, los Balcanes, la Unión Soviética, Indonesia, Yugoslavia, Chechenia y Venezuela entre otros países.
Ury fundó y se desempeñó como director del Proyecto de Negociación Nuclear de Harvard. En 1982, la Agencia de Desarme y Control de Armas de los Estados Unidos solicitó que el Proyecto de Negociación de Harvard compilara un informe aplicando su comprensión de la comunicación humana al tema de la moderación de las superpotencias para reducir el riesgo de una guerra iniciada por accidente, terrorismo, error, escalada desbocada, o percepción errónea. Junto con Richard Smoke, Ury entrevistó a especialistas y funcionarios gubernamentales estadounidenses y soviéticos, y publicó el informe para el gobierno en 1984. El informe fue la base del libro de Ury Beyond the Hotline . Durante este tiempo, también actuó como consultor del Centro de Gestión de Crisis de la Casa Blanca, trabajando para crear Centros de Reducción de Riesgos Nucleares en Washington y Moscú, que fueron objeto del primer acuerdo de control de armas firmado por el presidente Ronald Reagan y el secretario general. Mijail Gorbachov.
Junto con el expresidente Jimmy Carter, Ury cofundó la Red de Negociación Internacional, que trabajó para poner fin a las guerras civiles en todo el mundo. La Red de Negociación Internacional estaba dirigida por un consejo que incluía a Carter y Desmond Tutu . Otras personas involucradas con la Red incluyen a Javier Pérez de Cuéllar, Sonny Ramphal y Sir Brian Urquhart .
Ury enseña negociación a ejecutivos corporativos internacionales y líderes laborales para llegar a acuerdos mutuamente rentables con clientes, proveedores, sindicatos y socios de empresas conjuntas.
En 2001, Ury cofundó el parlamento electrónico con Nicholas Dunlop. El sitio web sirve como un foro global para que los funcionarios electos internacionales trabajen en temas de interés común. El e-Parlament ha dado a luz al Parlamento Climático, que vincula a miles de funcionarios electos de 50 países diferentes para trabajar juntos de manera informal en temas de energía renovable y clima.

### El Camino de abraham
En 2007, Ury fundó la iniciativa Camino de Abraham, un sendero para caminatas de larga distancia a través del Medio Oriente que conecta los sitios visitados por Abraham según se muestra en los antiguos textos y tradiciones religiosas. La Iniciativa Camino de Abraham fue concebida en el Proyecto de Negociación de Harvard y cuenta con el respaldo de la Organización Mundial del Turismo de las Naciones Unidas, la Alianza de Civilizaciones de las Naciones Unidas y otros socios internacionales. La iniciativa sin ánimo de lucro, no religiosa y apolítica tiene como objetivo apoyar a los socios locales en el desarrollo del Camino de Abraham como:
- Un catalizador para el desarrollo socioeconómico y para un turismo sostenible
- Un lugar de conexión entre la población de Oriente Medio y el resto del mundo.
- Un lugar creativo para historias que potencien la cultura y hospitalidad de la región.

En abril de 2014, el Camino de Abraham fue incluido en la revista National Geographic Traveler (Reino Unido) como el número uno en su lista de los diez mejores senderos para caminar del mundo.

## Premios
Ury recibió el Premio Whitney North Seymour de la Asociación Estadounidense de Arbitraje. También recibió la Medalla por Servicios Distinguidos del Parlamento Ruso por su trabajo en la resolución de conflictos étnicos. Recibió el premio Peacemakers 2012 de Mediators Beyond Borders. El 11 de marzo de 2022, Ury recibió el Premio al Defensor Internacional de la Paz de Cardozo Journal of Conflict Resolution, la publicación legal preeminente del país sobre arbitraje, negociación, mediación, conciliación y justicia restaurativa, como parte de su Simposio Anual de Melnick .